# Blush (film 2021)
Blush è un cortometraggio d'animazione computerizzata del 2021 ispirato a una storia vera dello sceneggiatore e regista Joe Mateo, prodotto da Heather Schmidt Feng Yanu e prodotto da John Lasseter, David Ellison e Dana Goldberg. Sviluppato da Skydance Animation, il cortometraggio segue un astronauta che si innamora di un alieno su un piccolo pianeta.
Il cortometraggio, dedicato alla memoria di Mary Ann R. Mateo, morta di cancro al seno, è uscito su Apple TV+ il 1 ottobre 2021.

## Trama
Un astronauta esperto di orticoltura è bloccato su un pianeta desolato dopo un atterraggio di fortuna. Sarà un'eterea visita a fargli scoprire la gioia di costruire una nuova vita e comprendere che l'universo gli ha offerto una sorprendente via di salvezza.

## Colonna sonora
La realizzazione della colonna sonora del cortometraggio è stata affidata alla compositrice malesiana Joy Ngiaw.

## Distribuzione
Blush è stato distribuito il 1 ottobre 2021 sulla piattaforma Apple TV+.

## Riconoscimenti
- 2021 - Annie Award [1]
  - Candidatura per miglior colonna sonora in una produzione televisiva d'animazione a Joy Ngiaw